# Politikens Forlag
Politikens Forlag er grundlagt i 1946 og et af Danmarks største forlag med en årelang tradition for udgivelse af bøger.
Årbogen Hvem Hvad Hvor, rejsebogsserien Turen går til, Politikens Håndbøger og Politikens Ordbøger var med til at skabe forlagets fundament, men siden 2007 har forlaget også satset på fiktion. I dag er de et af Danmarks største forlag, der foruden aktuelle journalistiske bøger, erindringer og biografier også udgiver dansk og oversat skønlitteratur og børnebøger af danske og udenlandske forfattere, samt bøger om madlavning, kultur og livsstil. 
Politikens Forlags bøger bliver udgivet som E-bøger, lydbøger og i almindelig bogform.
Politikens Forlag er en del af JP/Politikens Hus på Rådhuspladsen.

## Politikens Forlag består af følgende virksomheder
- Politikens Forlag
- Hr. Ferdinand
- C&K
- Bokförlaget Polaris i Sverige
- Politikens Boghal
- Jylland-Postens Forlag
- Ekstra Bladet Forlag

Tilsammen udgiver de ca 150 bøger hvert år.

## Kendte bøger og udgivelser fra Politikens Forlag
- Hvem Hvad Hvor udkom fra 1933-2012 som en præsentation af årets begivenheder i Danmark og resten af verden, dels i kalenderform, dels i større artikler.

Hvem Hvad Hvor afspejlede sin tid. Da den fik konkurrence fra blandt andet internettet, udkom den sidste gang i 2012.
- Turen går til er en samling af rejsebøger, som beskriver alverdens byer og egne. Ib Grarup Withen (1916-79) fra Vejle stod bag serien, som blev et af forlagets flagskibe. I 1952 udkom Turen går til Østrig, skrevet af Paul Ewelöf med tegninger udført af Ib Withen, der illustrerede i alt 46 rejsemål, samt statistikkerne i Hvem Hvad Hvor.[3] En af de sidste bøger i denne serie er: Turen går til landevejscykling i Sydeuropa (2012)

## Politikens Forlag udgiver blandt andet bøger i følgende hovedkategorier
- Romaner: Bøger som

Fine fornemmelser, En rigtig kærlighed, De forsvundne roser, Idioten, Nordstjernen.
- Krimi og Spænding: Bøger som

Louise Rick nr 10: Pigen under træet, Jussi Adler-Olsens serie om Afdeling Q, Kastanjemanden, Vinterland, Kvinden med dødsmasken, De tre paver, Mordet på en havfrue, etc.
- Kogebøger: Bøger som

Valdemarsro, Little Green Kitchen, Blomsterbergs sommer, Vild mad i køkkenet, Brunch til fester og hyggelige hverdage.
- Sundhed: Bøger af bl.a. Michelle Kristensen, Anne Hjernøe, Ole Henriksen, Suzy Wengel og Jane Faerber med titler som

Ny krop på 4 uger, Husk lige hyggen, Sund mad til kloge tarme, Stærk, let og mæt, Det bedste for barnet, Velsmurt hjerne, Sense.
- Dokumentar: Bøger som

Hvad enhver far bør vide, Det store skatterøveri, bordkalendere af Wulff Morgenthaler, Morten Ingemann og Maren Uthaug. Biografier om bl.a. prinsesse Benedikte, Kim Larsen, grevinde Alexandra, Lars Løkke, Elton John og Bruce Springsteen.
- Børn og unge: Bøger som

Bøgerne om Karla, Sigurd fortæller om..., WTF er det?, Hvad er et æg?, Tro på dig selv og din stil.
- Rejse:

Over 80 bøger i Turen går til-serien skrevet af danske forfattere og opdateret jævnligt.
- Natur og Hobby: Bøger som

Sund hund, Krukker og højbede, Sten og farver, Nem strik på store pinde, Gør det selv.

## Forfattere, der udgiver på Politikens Forlag
- Jussi Adler-Olsen
- Jens Andersen
- Sigurd Barrett
- Sara Blædel
- Sara Bouchet
- Mathilde Walter Clark
- Daniel Dencik
- Eskild Ebbesen
- Elsebeth Egholm
- Kim Faber
- Julie Hastrup
- Anne Hjernøe
- Jens Henrik Jensen
- A.J. Kazinski
- Mads Peder Nordbo
- Johan Olsen
- Sara Omar
- Morten Pape
- Janni Pedersen
- Thomas Rydahl
- Morten Sabroe
- Leonora Christina Skov
- Renée Toft Simonsen
- Jesper Stein
- Søren Sveistrup
- Øbro og Tornbjerg[5]